# F-15EX Eagle II
 (janvier 2024).
La mise en forme du texte ne suit pas les recommandations de Wikipédia : il faut le « wikifier ».
Les points d'amélioration suivants sont les cas les plus fréquents. Le détail des points à revoir est peut-être précisé sur la page de discussion.
- Les titres sont pré-formatés par le logiciel. Ils ne sont ni en capitales, ni en gras.
- Le texte ne doit pas être écrit en capitales (les noms de famille non plus), ni en gras, ni en italique, ni en « petit »…
- Le gras n'est utilisé que pour surligner le titre de l'article dans l'introduction, une seule fois.
- L'italique est rarement utilisé : mots en langue étrangère, titres d'œuvres, noms de bateaux, etc.
- Les citations ne sont pas en italique mais en corps de texte normal. Elles sont entourées par des guillemets français : « et ».
- Les listes à puces sont à éviter, des paragraphes rédigés étant largement préférés. Les tableaux sont à réserver à la présentation de données structurées (résultats, etc.).
- Les appels de note de bas de page (petits chiffres en exposant, introduits par l'outil «  Source ») sont à placer entre la fin de phrase et le point final[comme ça].
- Les liens internes (vers d'autres articles de Wikipédia) sont à choisir avec parcimonie. Créez des liens vers des articles approfondissant le sujet. Les termes génériques sans rapport avec le sujet sont à éviter, ainsi que les répétitions de liens vers un même terme.
- Les liens externes sont à placer uniquement dans une section « Liens externes », à la fin de l'article. Ces liens sont à choisir avec parcimonie suivant les règles définies. Si un lien sert de source à l'article, son insertion dans le texte est à faire par les notes de bas de page.
- La présentation des références doit suivre les conventions bibliographiques. Il est recommandé d'utiliser les modèles {{Ouvrage}}, {{Chapitre}}, {{Article}}, {{Lien web}} et/ou {{Bibliographie}}. Le mode d'édition visuel peut mettre en forme automatiquement les références.
- Insérer une infobox (cadre d'informations à droite) n'est pas obligatoire pour parachever la mise en page.

Pour une aide détaillée, merci de consulter Aide:Wikification.
Si vous pensez que ces points ont été résolus, vous pouvez retirer ce bandeau et améliorer la mise en forme d'un autre article.
Le Boeing F-15EX Eagle II est un chasseur bombardier multirôle américain tous temps dérivé du McDonnell Douglas F-15E Strike Eagle. L'avion est le produit d'une étude datant de 2018 : « Cost Assessment and Program Evaluation » (OSD CAPE) du département de la défense américain ayant pour but de recapitaliser sur la flotte de F-15C/D vieillissants face à un nombre insuffisant de F-22 et les délais du programme F-35. Mais aussi de maintenir une diversité industrielle dans la flotte de chasseurs à travers la division Saint-Louis de Boeing (précédemment McDonnell Douglas). Le F-15EX doit remplacer le F-15C/D pour la défense aérienne du territoire et pourra servir de plateforme abordable pour le lancement de munitions longue portée, tandis que les chasseurs furtifs F-22 et F-35 opèrent plus proches du front. Le premier F-15EX a été livré en 2021 et le service opérationnel a lieu en 2024.

## Design et développement
En 2018, à la suite de l'étude OSD CAPE, l'Armée de l'air américaine (USAF) et Boeing ont examiné le F-15X ou Advanced F-15, proposition d'une variante monoplace dérivée du F-15QA pour remplacer les F-15C et F-15D. Les améliorations incluaient le système AMBER (Advanced Missile and Bomb Ejector Rack) permettant d'emporter jusqu’à 22 missiles air-air, un système de veille infrarouge, des commandes de vol modernisées, du matériel de guerre électronique, un radar à antenne active (AESA) et une cellule revue pour une durée de vie de 20 000 heures,. Des variantes mono et biplaces furent proposées : les F-15CX et F-15EX respectivement avec des aptitudes identiques. L'USAF a opté pour la version biplace qui peut être pilotée par un pilote seul ou par un pilote et un officier des systèmes d'armes (WSO) pour les missions plus complexes et potentiellement à l'avenir contrôler des drones ailiers. Une autre raison pour cette décision est que le chaine de production du F-15 ne faisait plus que des biplaces,.

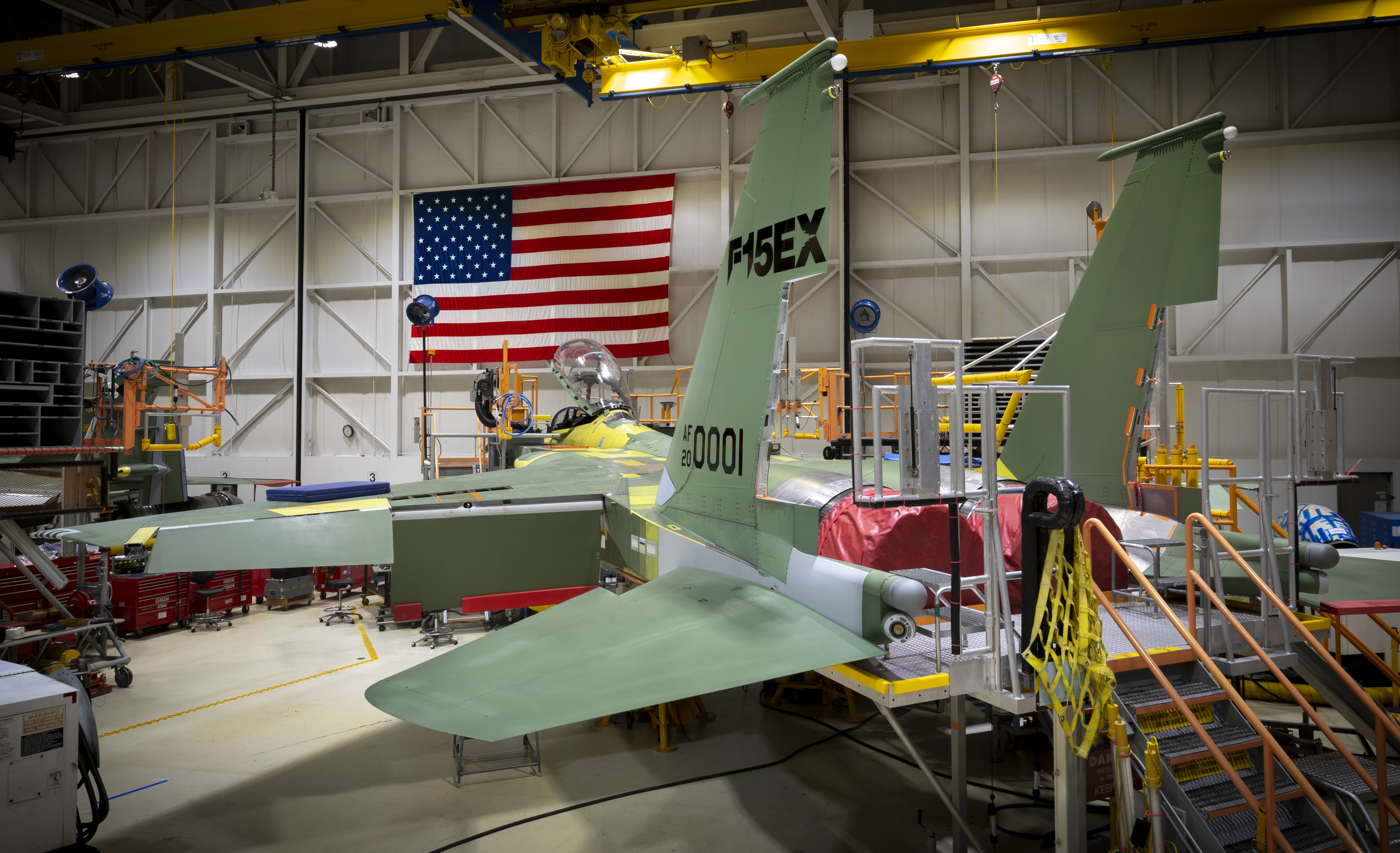
Le premier F-15EX sur la chaîne de montage de l'usine Boeing de Saint-Louis, juillet 2020

L'USAF a acheté le F-15EX pour maintenir la taille de sa flotte alors que la production du F-22 prenait fin, que l’acquisition du F-35 était retardée et que ses F-15 vieillissaient. Même s'il ne devrait pas survivre face aux défenses aériennes modernes d'ici 2028, le F-15EX peut assurer la défense aérienne du territoire (police du ciel) et des bases aériennes, imposer des zones d'exclusion aérienne contre des défenses aériennes limitées et déployer des armes longues portée. En juillet 2020, le département américain de la Défense a commandé huit F-15EX sur trois ans pour 1,2 milliard de dollars,. En août 2020, l'USAF a annoncé son intention de remplacer les F-15C des unités de la Garde nationale aérienne en Floride et en Oregon par des F-15EX. Le F-15EX a effectué son vol inaugural le 2 février 2021. Le premier F-15EX a été livré à l’USAF en mars 2021 et arrive le 11 mars 2021 à la base aérienne d’Eglin en Floride pour des tests plus approfondis.

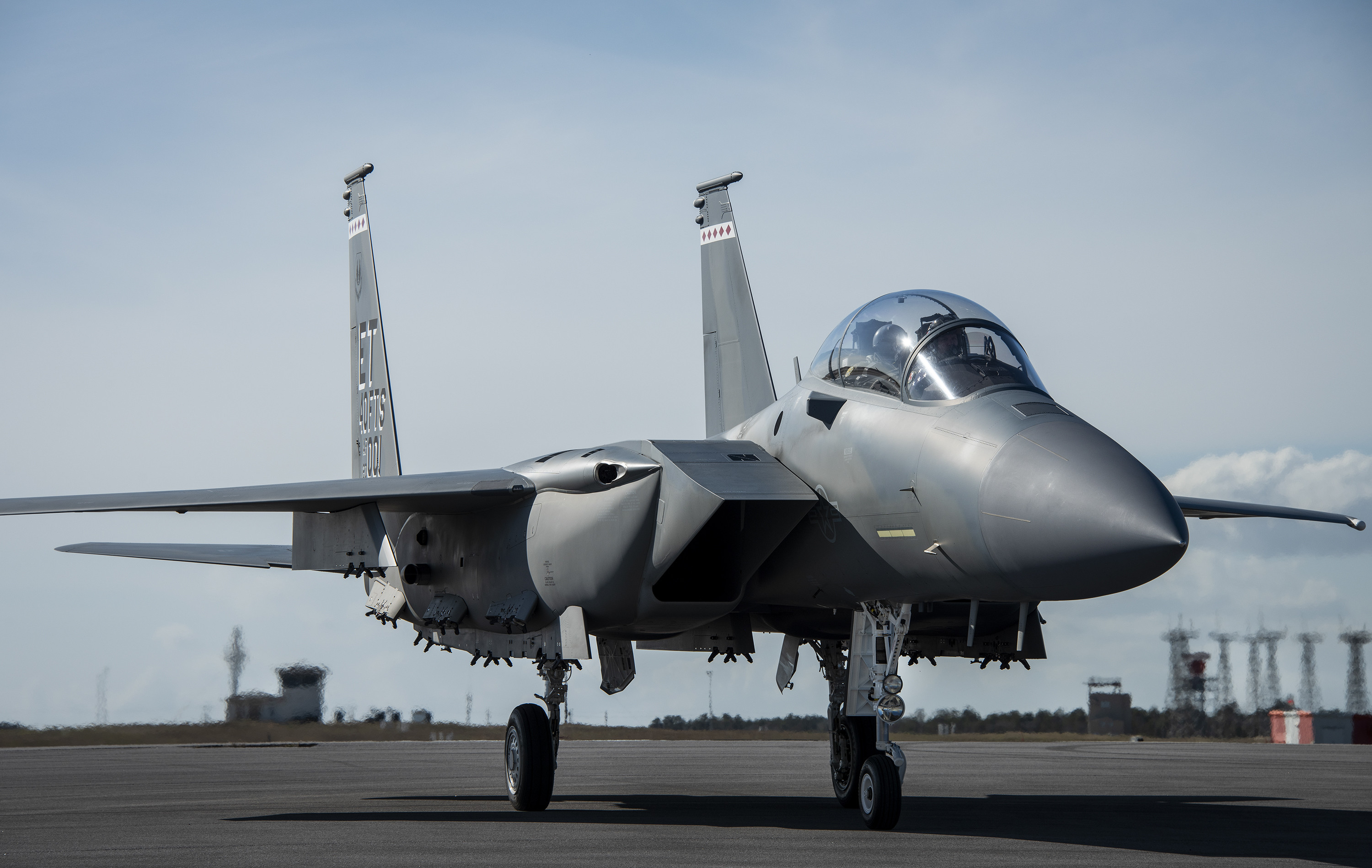
La première livraison du F-15EX à la base aérienne d'Eglin, en Floride le 11 mars 2021.

Le 7 avril 2021, l'avion est officiellement nommé Eagle II. La loi de crédit militaire de l'année fiscale 2021 provisionne 1,23 milliard de dollars pour 12 aéronefs, amenant le total à 20 avions. En mai 2022, le total de commandes était à 144 F-15EX mais l'USAF proposait de réduire la commande à 80 avions. Les premiers F-15EX ne recevront pas de réservoirs conformes. La proposition de budget de l’armée de l'air pour 2024 propose l'achat de 24 avions supplémentaires pour un total de 104, celle pour le budget de 2025 prévoit 98 exemplaires. 
Le 18 avril 2023, l'USAF annonce que le F-15EX remplacerait les F-15C/D de la garde nationale aérienne de Californie et de Louisiane, puis le 25 mai 2023 est annoncé que la 173rd Fighter Wing à Kingsley Field ANGB, Oregon deviendrait une base de formation pour le F-35A plutôt que le F-15EX tandis que la formation pour le F-15E et F-15EX se déroulerait à Seymour Johnson AFB, Caroline du Nord à partir de 2026.
En date de mars 2025, six appareils d'essai et de développement sont sur la base aérienne d'Eglin et deux appareils opérationnels au sein du 123e escadron de chasse de la 142e escadre de chasse de la Garde nationale aérienne de l'Oregon.  Le premier appareil du second lot commence ses essais en vol à cette date.
Le 123e escadron de chasse a déclaré sa capacité opérationnelle initiale avec le F-15EX en juillet 2024, l'exploitant aux côtés de ses F-15C.

### Opérateurs potentiels

#### Israël
L'armée de l'air israélienne a commandé 25 chasseurs F-15IA et prévoit de rénover 25 F-15I au standard F-15IA.

#### Indonésie
En février 2022, le Département d’État américain a approuvé la vente d’un maximum de 36 F-15ID et équipements associés à l’Indonésie. Au 21 novembre 2022, l'achat prévu de F-15 par l'Indonésie est à un stade avancé et attend l'approbation finale du gouvernement, comme l'a déclaré le ministre indonésien de la Défense. S'exprimant après avoir rencontré son homologue américain Lloyd Austin à Jakarta, Prabowo Subianto a déclaré que Boeing avait accepté l'offre financière proposée et qu'il était convaincu que l'offre était abordable. En juin 2023, lors d'une conférence de presse du ministère de la Défense, il a été déclaré que le contrat pour l'avion F-15 était toujours en phase de discussion avec le gouvernement américain. Le 21 août 2023, Boeing et le gouvernement indonésien ont signé un protocole d'accord pour l'achat de 24 chasseurs F-15EX.

#### Pologne
Lors du MSPO 2023 en septembre 2023, Boeing a présenté le F-15EX à la Pologne. Cependant, il n’y avait aucune précision sur le prix ou la livraison.

#### Thaïlande
La Force aérienne royale thaïlandaise recherche des chasseurs multirôles pour remplacer les F-16A/B qu'elle a en service. Le 31 décembre 2021, le commandant en chef de la FART a annoncé que la force aérienne propose d'acheter 8 à 12 F-35 Lightning II en 2023. Le 12 janvier 2022, le conseil des ministres a approuvé le premier lot de quatre F-35A. Le 22 mai 2023, une source de la Royal Thaï Air Force a déclaré que le ministère de la Défense des États-Unis avait laissé entendre qu'il rejetterait l'offre de la Thaïlande d'acheter des F-35A et proposerait à la place des chasseurs F-16 Block 70 et F-15EX Eagle II.

## Variantes
F-15EX
Variante à deux places.
F-15IA
Le F-15IA (Israel Advanced) est une variante de l'armée de l'air israélienne basée sur le F-15EX. Les Forces de défense israéliennes ont approuvé le projet d'acquérir 25 F-15IA de nouvelle construction et de mettre à niveau 25 F-15I au standard F-15IA en février 2020.
F-15IDN
Le F-15IDN (anciennement F-15ID) est une version d'exportation proposée du F-15EX pour l'armée de l'air indonésienne. En février 2022, le Département d'État américain a approuvé la vente d'un maximum de 36 F-15ID et équipements associés à l'Indonésie, pour une valeur d'environ 13,9 milliards de dollars.

## Opérateurs
États-Unis
- United States Air Force – 4 livrés sur 104 prévus[24],[25],[26]
  - 53e Escadre ( ACC ) – Base aérienne d'Eglin, Floride[25]
    - 85e Escadron d'essais et d'évaluation

  - 96e Escadre d'essai ( AFMC ) – Base aérienne d'Eglin, Floride[25]
    - 40e Escadron d'essais en vol

  - 142e Escadre de chasse ( ANG ) – Base de la Garde nationale aérienne de Portland, Oregon (prévue pour 2025)[27]
    - 123e Escadron de chasse

  - 144e Escadre de chasse (ANG) – Fresno Air National Guard Base, Californie (prévu)[28]
    - 194e Escadron de chasse

  - 159e Escadre de chasse (ANG) – Base aéronavale conjointe de la Nouvelle-Orléans, Louisiane (prévue)[28]
    - 122e Escadron de chasse

  - 18e Escadre - Kadena Air Base  (36 prévu en juillet 2024)[29]
    - 44e Escadron de chasse
    - 67e Escadron de chasse

## Réferences
1. ↑  "Boeing: F-15E Strike Eagle". Boeing Defense, Space & Security. The Boeing Company. Archived from the original on 21 March 2015. Retrieved 18 January 2015.
2. ↑  (en-US) John Tirpak, « New F-15EX Fighters—Nos. 3 and 4—Arrive at Eglin for Testing », sur Air & Space Forces Magazine, 2 janvier 2024 (consulté le 30 janvier 2024)
3. ↑  (en-US) Oriana Pawlyk, « Boeing wants to build a new 'F-15X' fighter for the US Air Force », sur Business Insider (consulté le 30 janvier 2024)
4. ↑  (en) Tyler Rogoway, « Exclusive: Unmasking The F-15X, Boeing's F-15C/D Eagle Replacement Fighter », sur The War Zone, 25 juillet 2018 (consulté le 30 janvier 2024)
5. ↑  (en-US) Stefano D'Urso, « Here Are All The Details We Noticed In The Photos Of The New F-15EX During Its First Flight », sur The Aviationist, 10 février 2021 (consulté le 30 janvier 2024)
6. ↑  (en) Jamie Hunter, « Boeing's Chief F-15 Test Pilot Talks Flying The Air Force's New Eagle On Its Maiden Flight », sur The War Zone, 8 février 2021 (consulté le 30 janvier 2024)
7. ↑  John A. Tirpak, « F-15EX vs. F-35A », Air & Space Forces Magazine,‎ 18 avril 2019.
8. ↑  (en) John A. Tirpak, « Air Force Starts F-15EX Buying Process » [archive du 30 janvier 2020], Air & Space Forces Magazine, 29 janvier 2020
9. ↑  (en) Aaron Gregg, « Boeing lands $1.2 billion deal for eight F-15EX fighter jets », The Washington Post,‎ 13 juillet 2020.
10. ↑  « Air Force announces Guard locations for F-35A, F-15EX U.S. Air Force Article Display » [archive du 27 septembre 2020], United States Air Force, 14 août 2020 (consulté le 14 août 2020)
11. ↑  Newdick, « The Air Force's New F-15EX Eagle Just Took to the Sky for the First Time » [archive du 2 février 2021], The Drive, 2 février 2021 (consulté le 2 février 2021)
12. ↑  Insinna, « The Air Force has its first F-15EX » [archive du 12 mars 2021], Defense News, 11 mars 2021 (consulté le 12 mars 2021)
13. ↑  https://www.overtdefense.com/2025/03/21/first-u-s-air-force-lot-2-f-15ex-eagle-ii-begins-flight-testing/
14. ↑  (en-US) Egozi, « Israel formally requests 25 F-15 EX from the US: Sources » [archive du 22 novembre 2023], Breaking Defense, 19 janvier 2023 (consulté le 18 décembre 2023)
15. 1 2  « Indonesia – F-15ID Aircraft » [archive du 22 avril 2022], Defense Security Cooperation Agency, 10 février 2022 (consulté le 11 février 2022)
16. ↑  (en) Lamb et Teresia, « Indonesia's planned purchase of F-15 jets in final stages, defense minister says » [archive du 22 novembre 2022], Reuters, 21 novembre 2022 (consulté le 21 novembre 2022)
17. ↑  (id) « Tanggapan Terhadap Pemberitaan di Media Tentang Pengadaan Pesawat Mirage 2000-5 » [archive du 22 juin 2023], Indonesian Ministry of Defence, 15 juin 2023 (consulté le 15 juin 2023)
18. 1 2  « Indonesia Announces Commitment to Acquire Boeing F-15EX » [archive du 28 octobre 2023], Boeing, 21 août 2023 (consulté le 22 août 2023)
19. ↑  Jennings, « MSPO 2023: Boeing pitches F-15EX Eagle II to Poland » [archive du 25 décembre 2023], Janes, 7 septembre 2023 (consulté le 21 décembre 2023)
20. ↑  Głowacki, « Boeing offers F-15EX for Poland, but details are scant » [archive du 21 décembre 2023], Breaking Defence, 7 septembre 2023 (consulté le 21 décembre 2023)
21. ↑  (th) « ผบ.ทอ. ประกาศซื้อ F-35 อีกครั้ง พร้อม MUM-T เผยเสนอในปีงบ 66 นี้เลย » [archive du 10 octobre 2023], Thai Armed Forces,‎ 31 décembre 2021 (consulté le 31 décembre 2021)
22. ↑  Nanuam, « US Pentagon set to rebuff Thailand's bid for F-35s » [archive du 22 mai 2023], Bangkok Post, 22 mai 2023 (consulté le 23 mai 2023)
23. 1 2  Egozi, « Israel Buys Stealth & Lotsa Weapons: 2nd Squadron Of F-35s & F-15s » [archive du 12 mars 2020], Breaking Defense, 18 février 2020
24. ↑  (en-US) Gordon, « The Air Force Changed Its Mind on Some Cuts to the F-15EX Buy—But Won't Go Any Farther, Kendall Says » [archive du 9 octobre 2023], Air & Space Forces Magazine, 16 mars 2023 (consulté le 18 décembre 2023)
25. 1 2 3  Everstine, « Second F-15EX Eagle II Delivered to Eglin » [archive du 24 avril 2023], Air & Space Forces Magazine, 21 avril 2021 (consulté le 20 avril 2023)
26. ↑  Trevithick, « Second Pair Of F-15EX Eagle II Fighters Just Delivered To USAF » [archive du 3 janvier 2024], The Drive, 20 décembre 2023 (consulté le 21 décembre 2023)
27. ↑  Chapman, « USAF reconsidering plan to base F-15EX at Kingsley Field » [archive du 24 avril 2023], key.aero, 6 mars 2023 (consulté le 20 avril 2023)
28. 1 2  Hadley, « Air Force Picks New Guard Locations for F-35, F-15EX Fighters » [archive du 30 mai 2023], Air & Space Forces Magazine, 18 avril 2023 (consulté le 20 avril 2023)
29. ↑  https://theaviationist.com/2024/08/26/kadena-air-base-f-15/